# União Desportiva Rei Amador
El União Desportiva Rei Amador o simplemente UDRA es un equipo de fútbol de Santo Tomé y Príncipe que juega en el Campeonato nacional de Santo Tomé y Príncipe, la primera división de fútbol en el país.

## Historia
Fue fundado en el año 1995 en la ciudad de Sao Joao dos Angolares en la isla de Santo Tomé y su nombre se debe al rei Amador, un rey esclavista en la mitología de la ciudad Angolar.
En sus primeros años estuvo jugando en la máxima categoría hasta que descendió en el año 2007 y permaneció inactivo hasta el 2009. En 2013 llega a jugar por primera vez a escala nacional, y un año después logra ganar el título de liga nacional por primera vez en su historia.
En 2017 el club vuelve a llegar a la fase nacional y vuelve a ganar el título de liga, aunque no se sabe si formarán parte de la Liga de Campeones de la CAF 2018, a la cual tiene derecho de participar como campeón de liga.

## Palmarés
- Campeonato nacional de Santo Tomé y Príncipe: 2

2014, 2017
- Copa Nacional de Santo Tomé y Príncipe: 4

2013, 2014, 2016, 2017
- Supercopa de Santo Tomé y Príncipe: 2

2014, 2017
- Liga de Fútbol de la Isla de Santo Tomé: 2

2014, 2017
- Copa Regional de Santo Tomé: 4

2013, 2014, 2016, 2017